# 二溴化钐
二溴化钐是一种无机化合物，化学式为SmBr
2。它在室温下为棕色晶体。

## 制备
二溴化钐最初由P. W. Selwood于1934年用氢气还原三溴化钐合成。Kagan通过将氧化钐（Sm2O3）转化为三溴化钐，再用锂的THF悬浊液还原得到二溴化钐。Robert A. Flowers通过溴化锂和二碘化钐在THF中的化学计量比反应得到。Namy用四溴乙烷和金属钐反应，Hilmerson发现加热这两个混合物可以提高二溴化钐的产量。

## 应用
二溴化钐可以用作还原剂，但不如二碘化钐那样常见。这可能是由于它只能用于少量的有机溶剂中。但它是醛、酮和交叉偶联羰基化合物的频哪醇耦合反应的有效试剂。有报道指出二溴化钐在卤代烷的存在下可以选择性地还原酮。
将六甲基磷酰胺加入至二溴化钐中，它足以使亚胺还原成胺、将烷基氯化物还原为烃类。然而，在二溴化钐的四氢呋喃溶液中加入六甲基磷酰胺，足以在室温下的两小时内将环己基氯转化成环己醇。
如果没有引发剂，二溴化钐会还原四氢呋喃中的酮。